# 1988年の文学
1988年の文学（1988ねんのぶんがく）では、1988年（昭和63年）の文学に関する出来事について記述する。

## できごと
- 1月13日 - 第98回芥川龍之介賞・直木三十五賞（1987年下半期）の選考委員会開催。
- 1月30日 - 吉本ばななの作品集『キッチン』が福武書店より刊行される。同書は1988年年間ベストセラーの総合17位と、1989年年間ベストセラーの総合2位を記録した[1][2]。
- 5月20日 - 第1回山本周五郎賞の決定発表。山田太一が受賞。また、第1回三島由紀夫賞も発表される。高橋源一郎が受賞。
- 7月 - 学習院時代の三島由紀夫が友人・東文彦に出した書簡72通が『新潮』誌上で紹介される[3]。
- 8月2日 - レイモンド・カーヴァーが肺がんのため死去。享年50。
- 8月5日 - 吉本ばななの作品集『うたかた／サンクチュアリ』が福武書店より刊行される。同書は翌年の1989年年間ベストセラーの総合6位を記録した[2]。
- 9月8日 - 第7回海燕新人文学賞の選考会開催。太田健一と小川洋子が受賞。
- 10月13日 - 村上春樹の『ダンス・ダンス・ダンス』が講談社より発売される[4]。同書は1988年年間ベストセラーの総合6位を記録した[1]。
- 12月15日 - 吉本ばななの『哀しい予感』が角川書店より刊行される。同書は翌年の1989年年間ベストセラーの総合7位を記録した[2]。

## 賞

### 芥川賞・直木賞
第98回（1987年下半期）
- 芥川賞 - 池澤夏樹『スティル・ライフ』、三浦清宏『長男の出家』
- 直木賞 - 阿部牧郎『それぞれの終楽章』

第99回（1988年上半期）
- 芥川賞 - 新井満『尋ね人の時間』
- 直木賞 - 西木正明『凍れる瞳』『端島の女』、景山民夫『遠い海から来たCOO』

### 国内のその他の賞
- 谷崎潤一郎賞（第24回） - 該当作なし
- 泉鏡花文学賞（第16回） - 泡坂妻夫『折鶴』、吉本ばなな『ムーンライト・シャドウ』[5]
- 群像新人文学賞（第31回） - 石田郁男『アルチュール・エリソンの素描』
- 野間文芸新人賞（第10回） - 吉目木晴彦『ルイジアナ杭打ち』
- 海燕新人文学賞（第7回） -  太田健一『人生は擬似体験ゲーム』、小川洋子『揚羽蝶が壊れる時』
- 山本周五郎賞（第1回） - 山田太一『異人たちとの夏』
- 三島由紀夫賞（第1回） - 高橋源一郎『優雅で感傷的な日本野球』

## 1988年の本

### 小説
- 栗本薫 『アンティック・ドールは歌わない』（新潮社）
- 佐藤愛子 『凪の光景』（朝日新聞社）
- 高橋源一郎 『優雅で感傷的な日本野球』（河出書房新社）
- 藤堂志津子 『マドンナのごとく』（講談社）
- 船戸与一 『伝説なき地』（講談社）
- 丸谷才一 『樹影譚』（文藝春秋）
- 村上春樹 『ダンス・ダンス・ダンス』（講談社）
- 吉本ばなな 『キッチン』（福武書店）、『うたかた／サンクチュアリ』（福武書店）、『哀しい予感』（角川書店）

### その他
- 木村陽二郎 『江戸期のナチュラリスト』（朝日選書）
- 平原毅 『英国大使の博物誌』（朝日新聞社）
- 村上春樹、F・スコット・フィッツジェラルド 『ザ・スコット・フィッツジェラルド・ブック』（TBSブリタニカ）

## 死去
- 1月3日 - ローゼ・アウスレンダー、ユダヤ系ドイツ人作家・詩人。86歳没。
- 4月10日 - 桑原武夫、日本のフランス文学者。83歳没。
- 5月7日 - 山本健吉、長崎県出身の文芸評論家。81歳没。
- 5月8日 - ロバート・A・ハインライン、米国のSF作家。80歳没。
- 5月22日 - 清水俊二、日本の映画字幕翻訳家・翻訳家。81歳没。
- 7月12日 - 中村光夫、日本の文芸評論家。77歳没。
- 7月26日 - 武智鉄二、日本の演出家、演劇評論家。75歳没。
- 8月2日 - レイモンド・カーヴァー、米国の小説家・詩人。50歳没。
- 8月30日 - 小津次郎、愛知県出身の英文学者。68歳没。
- 9月13日 - 赤木由子、山形県出身の児童文学作家。幼少期に満州に渡った。60歳没。
- 10月28日 - テッド・ヒューズ、イギリスの詩人。58歳没。
- 11月9日 - ローズマリー・ティンパリー、イギリスの小説家。68歳没。
- 11月12日 - 草野心平、福島県出身の詩人。85歳没。
- 12月25日 - 大岡昇平、東京市出身の小説家。79歳没。